# Brobyggarna
Brobyggarna - em português Os construtores de pontes -  é um romance do escritor sueco Jan Guillou, publicado em 2011 pela editora Piratförlaget.

## Assunto
A obra narra a vida de três irmãos nascidos numa pequena aldeia de pescadores, na Noruega, no início do séc. XX.
A ação do romance é passada na Noruega e na África Oriental Alemã, assim como na Alemanha.

## O grande século (Det stora århundradet)
Brobyggarna (2011) é o primeiro livro da série O grande século (Det stora århundradet), uma série de romances que refletem o séc. XX.
Esta obra é continuada por Dandy (2012), Mellan rött och svart (2013), Att inte vilja se (2014), Blå stjärnan (2015), Äkta amerikanska jeans (2016), 1968 (2017), De som dödar drömmar sover aldrig (2018) e Den andra dödssynden ( 2019).